# Roman Karmen un cinéaste au service de la révolution
Pour plus de détails, voir Fiche technique et Distribution.
Roman Karmen, un cinéaste au service de la révolution est un documentaire français réalisé par Patrick Barbéris et Dominique Chapuis, sorti en 2002. Le film est consacré au cinéaste soviétique Roman Karmen.

## Fiche technique
- Titre : Roman Karmen, un cinéaste au service de la révolution
- Réalisation : Patrick Barbéris et Dominique Chapuis
- Scénario : Patrick Barbéris et Dominique Chapuis
- Son : Florence Hermitte et Stéphane Larat
- Musique : Jean-Pierre Drouet
- Montage : Françoise Bernard et Paul Morris
- Production : Kuiv Productions
- Pays d’origine :  France
- Genre : documentaire
- Durée : 90 minutes
- Date de sortie : France, 25 février 2002 (diffusion sur Arte)

## Distinctions
- 2002 : Festival international des programmes audiovisuels (FIPA) à Biarritz (sélection)